# عبد الرحمن باشا
عبد الرحمن باشا ولي بغداد سنة 981 ه‍/1573م، خلفاً للوالي حسين باشا على ما جاء في سجل عثماني وقال عنه: كان عالما، ثم صار تذكرجي عند رستم باشا، وبعدها نال دفترية ولاية مصر، ثم تيمار منطقة روم ايلي، وإثر ذلك وجهت إليه إمارة بروسة، و مرعش. وفي سنة 981 ه‍، حصل على منصب والي بغداد وانفصل عنه عام 982 ه‍/1574م، ثم توفى. وجاء عنه في كلشن خلفا: أنه معروف بتصلبه وخشونته فشاع بين الناس تسميته (عدو الرحمن). نال الولاية من طريق الكتابة والتحرير. وكانت وفاته ببغداد. وخلفه الوالي علي باشا الدرويش.